# Médaille d'honneur au personnel civil relevant du ministère de la Défense
La médaille d'honneur au personnel civil relevant du ministère de la Défense récompense tous les personnels civils fonctionnaires, contractuels et ouvriers de l’État du ministère de la Défense ou mis à sa disposition.

## Historique et modalités d'attribution

### Origine
La médaille d’honneur du Travail, était[Quand ?] attribuée selon des statuts bien distincts, aux personnels civils des anciens départements ministériels de la Guerre, de la Marine et de l’Air :
- la médaille d’honneur du Travail du ministère de la Guerre, créée par le décret du 28 mars 1888, et destinée aux fonctionnaires français comptant plus de 30 ans de bons services consécutifs dans les établissements de construction et des services de la Guerre ;
- la médaille d’honneur du Travail pour le personnel non militaire de la Marine, créée par le décret du 8 septembre 1894, et destinée aux fonctionnaires des établissements et arsenaux de la Marine, réunissant plus de 30 ans de bons services consécutifs ;
- la médaille d’honneur de l’Aéronautique, créée par le décret du 12 janvier 1921, et destinée aux fonctionnaires des établissements et bases de l’Air.

### Réforme de 1976
Le décret du 15 janvier 1976, harmonisa les statuts et créa une décoration commune, ne variant qu’à de minimes différences, pour les trois administrations du ministère de la Défense :
- la médaille d’honneur des personnels civils de l’administration Terre ;
- la médaille d’honneur des personnels civils de l’administration Marine ;
- la médaille d’honneur des personnels civils de l’administration Air.

Cette décoration commune comporte quatre échelons récompensant l’ancienneté des services :
- la médaille de bronze pour 20 ans de services ;
- la médaille d’argent pour 30 ans de services et la médaille de bronze ;
- la médaille de vermeil pour 35 ans de services et les deux échelons précédents ;
- la médaille d’or pour 40 ans de services et les trois échelons précédents.

L’attribution des échelons bronze, argent et vermeil, sont de la compétence des personnes suivantes :
- du directeur de la fonction militaire et des relations sociales ;
- du directeur de l’administration générale ;
- du directeur central des essences ;
- du directeur central du service de santé ;
- du directeur de la caisse nationale militaire de sécurité sociale ;
- du directeur général de la sécurité extérieure ;
- du directeur des services financiers ;
- des préfets maritimes, commandants d’arrondissements maritimes et commandant de la marine à Paris ;
- des généraux commandant les régions militaires ;
- des commandants de région de gendarmerie ;
- des généraux commandant les régions aériennes et commandant de la cité de l’air et de la BA 117 ;
- des généraux commandants supérieures des forces armées outre-mer ou général commandant en chef des forces françaises en Allemagne ;
- du directeur des personnels et des affaires générales de l’armement ;
- des directeurs pour les personnels affectés à l’échelon central ou des directeurs d’établissement pour les autres personnels (personnels civils appartenant à la direction des armements terrestres, à la direction des constructions navales, à la direction des constructions aéronautiques, à la direction des engins, à la direction des recherches, études et techniques d’armement, à la direction de l’électronique et de l’informatique, au service de la surveillance industrielle de l’armement).

Les services militaires entrent en ligne de compte pour compléter les années de services exigées pour l’un des quatre échelons de la médaille lorsqu’ils n’ont pas déjà été rémunérés par une pension d’ancienneté, proportionnelle ou mixte, ou récompensée, au titre de l’armée d’active, par un grade dans la Légion d’honneur ou de la Médaille Militaire, sans titre de guerre (blessure, citation avec Croix de Guerre, qualité de combattant volontaire), et lorsque l’intéressé compte au moins quinze années de services civils accomplis dans un service ou établissement du ministère de la Défense. Les services civils accomplis dans une autre administration de l’État entrent aussi en ligne de compte pour le calcul de la durée des services.
La durée des services civils effectués en dehors du territoire métropolitain (colonies, anciens protectorats, territoires sous mandat, TOM et DOM, et Afrique du Nord) sont majorés de moitié. Cette majoration ne s’applique pas aux originaires de territoires ou États où ils exercent ou ont exercé leurs activités professionnelles.
Est assimilé à une période de service civils effectifs, le temps passé en dehors de l’administration militaire par les personnels qui, indépendamment de toute manifestation de volonté de leur part, ont été amenés à quitter le service à la suite de mesures de licenciement intervenues d’office et provoqués directement par l’état de guerre.
Les personnels dont les services ont déjà été récompensés par un grade dans l’un des deux ordres nationaux ne peuvent normalement être proposés pour la médaille d’honneur. Elle peut être décernée à titre posthume aux victimes d’accidents mortels survenus dans le service, ou à l’occasion de celui-ci ; ainsi qu’à titre exceptionnel, sous réserve de ne franchir aucun échelon et avec un délai d’ancienneté de deux ans depuis l’obtention de l’échelon précédent, pour les personnels qui se sont particulièrement distingués dans leur emploi par la qualité de leurs services ou la valeur de leurs travaux.
Exceptionnellement, des propositions pour la Médaille de Bronze peuvent également être faites en faveur des personnels rayés des contrôles par suite de compression d’effectifs lorsque, à la date de leur radiation, ils comptent vingt années de services.
Les médailles sont décernées une fois par an[Quand ?], en fonction du service dans lequel les personnels sont employés lors de la proposition et remises accompagnées d’un diplôme.
Les propositions sont centralisées au niveau des états-majors et directions du ministère dont les autorités ont compétence pour l'attribution des médailles de bronze, d'argent et de vermeil. L’attribution de l’échelon Or est de la seule compétence du ministre de la Défense.

### Réforme de 2021
Le décret n°2020-1715 du 24 décembre 2020 réforme au 1er janvier 2021 cette décoration. Désormais unifiée pour tous les personnels civils relevant du ministère de la Défense, elle est destinée à récompenser les services accomplis par les fonctionnaires, les agents sous contrat et les ouvriers de l’État relevant du ministère de la défense ou mis à sa disposition.
Cette décoration ne compte plus que trois échelons :
- échelon bronze pour 20 ans de services publics civils ou militaires dont au moins 10 comme civil au ministère de la Défense;
- échelon argent pour 30 ans de services publics civils ou militaires dont au moins 15 comme civil au ministère de la Défense;
- échelon or pour 40 ans de services publics civils ou militaires dont au moins 20 comme civil au ministère de la Défense.

Elle peut également être décernée à l'échelon or au personnel grièvement blessé ou tué dans l'exercice de ses fonctions.

## Insignes

### Avant la réforme de 2021
Ruban d'une largeur de 28 mm:
- Médaille de l’administration Terre, aux couleurs tricolores horizontales, le rouge près de la bélière.
- Médaille de l’administration Marine, aux couleurs tricolores horizontales, le rouge près de la bélière et avec, depuis le décret du 10 février 1906, une large ancre noire tissée sur les trois couleurs.
- Médaille de l’administration Air ou médaille d'honneur de l'Aéronautique, avec sept raies verticales bleu, blanc, rouge, blanc, bleu, blanc, rouge et au centre, une agrafe métallique constituée des deux ailes de l’Aéronautique, avec un A placé au milieu.

| Administration | Bronze | Argent | Vermeil | Or |
| -------------- | ------ | ------ | ------- | -- |
| Terre          |        |        |         |    |
|                |        |        |         |    |
| Marine         |        |        |         |    |
|                |        |        |         |    |
| Air            |        |        |         |    |
|                |        |        |         |    |

### Après la réforme de 2021
Ruban de 32 mm aux couleurs tricolores horizontales, le rouge immédiatement au dessus de la médaille.
Médaille de métal couleur or, argent ou bronze de 27 millimètres de module portant:
- à l'avers, la mention "République française" et l'effigie de la République ;
- au revers, la devise "Honneur-travail-dévouement" et l'emblème ministériel.